# Латинский кубок
Латинский кубок — международный официальный футбольный турнир для клубных команд из юго-западных европейских стран, одно из первых европейских клубных соревнований по футболу. Основан в 1949 году футбольными федерациями Франции, Италии, Испании и Португалии. Европейские клубы не могли позволить себе высокие транспортные расходы, поэтому соревнования проводились в конце каждого сезона в одной стране-хозяйке. В кубке участвовали чемпионы стран, а сам турнир включал два полуфинала, матч за третье место и финал.
Этот турнир считается предшественником европейских клубных соревнований, в частности Кубка европейских чемпионов (ныне Лига чемпионов УЕФА), первый розыгрыш которого состоялся в 1955 году. Последний розыгрыш Латинского кубка состоялся в 1957 году, и последним обладателем кубка стал мадридский «Реал», выигравший в 1956 и 1957 годах первые два Кубка европейских чемпионов.
ФИФА и УЕФА подтвердили официальный статус Латинского кубка, в связи с чем четыре из пяти (кроме «Милана») клубов-победителей кубка внесли его в списки своих достижений.

## История
Турнир был учреждён в 1949 году и, как правило, проводился между чемпионами национальных лиг стран-участниц. Он проходил ежегодно, но с учётом четырёхлетнего цикла — каждый год в одной из стран-участниц, — по итогам которого формировался рейтинг стран на основе результатов их клубов в Латинском кубке. За первое место федерация получала 4 очка, за второе — 3, за третье — 2, и за четвёртое — 1. По завершении каждого цикла федерации, набравшей наибольшее количество очков, вручался трофей, а клуб-победитель получал уменьшенную копию кубка.
До появления Кубка европейских чемпионов Латинский кубок считался самым престижным клубным трофеем на континенте, особенно с учётом того, что более ранний Кубок Митропы утратил своё значение после Второй мировой войны. Впоследствии УЕФА признал Латинский кубок «одним из предвестников Кубка европейских чемпионов»., что подчёркивает его значение в истории европейского футбола.
По словам третьего президента ФИФА Жюля Риме, идея проведения турнира исходила от футбольных федераций четырёх стран-участниц и была поддержана ФИФА. Однако сама организация Латинского кубка находилась в ведении специального комитета, составленного из представителей этих федераций, в то время как ФИФА, по словам Риме, не играла активной роли в подготовке и проведении соревнования.
Первый розыгрыш начался 20 июня 1949 года матчем между лиссабонским «Спортингом» и «Торино» на стадионе «Нуэво Чамартин» в Мадриде. Кроме них, в турнире приняли участие «Барселона» и «Реймс». Примечательно, что всего за месяц до начала турнира «Торино» понёс тяжёлую утрату — в авиакатастрофе на холме Суперга погибли 18 игроков команды. Несмотря на трагические обстоятельства, турнир состоялся, и по его итогам победителем стала «Барселона», обыгравшая в финале «Спортинг» со счетом 2:1.
Второй розыгрыш совпал с чемпионатом мира по футболу 1950 года в Бразилии, поэтому большинство игроков чемпионов лиг были вызваны в свои национальные сборные. В связи с этим, в том году в Латинском кубке участвовал «Лацио», занявший лишь четвёртое место в Серии А. В 1951 году французский вице-чемпион «Лилль» заменил французского чемпиона «Ниццу», которая отказалась от участия в Латинском кубке 1951 года в пользу участия в Кубке Рио. В 1953 году «Барселона» не приняла участие в турнире, так как была заявлена в Малом Кубке мира. Вместо нее отправилась «Валенсия», которая стала вице-чемпионом Испании. Из-за совпадения расписания с чемпионатом мира по футболу 1954 года в Швейцарии, Латинский кубок в том году не проводился (участниками могли бы стать мадридский «Реал», «Спортинг» (Лиссабон), «Лилль» и «Интернационале» — последний так и не получил другой возможности для участия).
После первых четырёх розыгрышей Королевская испанская футбольная федерация выиграла первый цикл, набрав двенадцать очков, восемь из которых принесла «Барселона» и четыре — «Атлетико Мадрид».
Последний розыгрыш Латинского кубка состоялся в 1957 году — спустя два года после учреждения Кубка европейских чемпионов, официально санкционированного УЕФА. Примечательно, что в том же году мадридский «Реал» стал обладателем обоих трофеев, тем самым символически обозначив переход европейского клубного футбола в новую эпоху.

## Результаты
Все команды в нижеследующей таблице были победителями предыдущего внутреннего чемпионата в каждой стране, если в скобках не указано иное.
| Год  | Финал                                             | Финал                                             | Финал                                             | Матч за 3-е место                                 | Матч за 3-е место                                 | Матч за 3-е место                                 | Место проведения                                  | Город                                             |
| Год  | Победитель                                        | Счёт                                              | Финалист                                          | Третье место                                      | Счёт                                              | Четвёртое место                                   | Место проведения                                  | Город                                             |
| ---- | ------------------------------------------------- | ------------------------------------------------- | ------------------------------------------------- | ------------------------------------------------- | ------------------------------------------------- | ------------------------------------------------- | ------------------------------------------------- | ------------------------------------------------- |
| 1949 | Барселона                                         | 2:1                                               | Спортинг                                          | Торино                                            | 5:3                                               | Реймс                                             | Эстадио Чамартин                                  | Мадрид                                            |
| 1950 | Бенфика                                           | 3:3 (доп.вр.)                                     | Бордо                                             | Атлетико Мадрид                                   | 2:1                                               | Лацио (4)                                         | Эштадиу Насьонал                                  | Оэйраш                                            |
| 1950 | Бенфика                                           | 2:1 (доп.вр.)                                     | Бордо                                             | Атлетико Мадрид                                   | 2:1                                               | Лацио (4)                                         | Эштадиу Насьонал                                  | Оэйраш                                            |
| 1951 | Милан                                             | 5:0                                               | Лилль (2)                                         | Атлетико Мадрид                                   | 3:1                                               | Спортинг                                          | Сан-Сиро                                          | Милан                                             |
| 1952 | Барселона                                         | 1:0                                               | Ницца                                             | Ювентус                                           | 3:2                                               | Спортинг                                          | Парк де Пренс                                     | Париж                                             |
| 1953 | Реймс                                             | 3:0                                               | Милан (3)                                         | Спортинг                                          | 4:1                                               | Валенсия (2)                                      | Эштадиу Насьонал                                  | Оэйраш                                            |
| 1954 | Не проводился из-за совпадения с чемпионатом мира | Не проводился из-за совпадения с чемпионатом мира | Не проводился из-за совпадения с чемпионатом мира | Не проводился из-за совпадения с чемпионатом мира | Не проводился из-за совпадения с чемпионатом мира | Не проводился из-за совпадения с чемпионатом мира | Не проводился из-за совпадения с чемпионатом мира | Не проводился из-за совпадения с чемпионатом мира |
| 1955 | Реал Мадрид                                       | 2:0                                               | Реймс                                             | Милан                                             | 3:1                                               | Белененсиш (2)                                    | Парк де Пренс                                     | Париж                                             |
| 1956 | Милан (2)                                         | 3:1                                               | Атлетик Бильбао                                   | Бенфика (2)                                       | 2:1                                               | Ницца                                             | Арена Чивика                                      | Милан                                             |
| 1957 | Реал Мадрид                                       | 1:0                                               | Бенфика                                           | Милан                                             | 4:3                                               | Сент-Этьен                                        | Сантьяго Бернабеу                                 | Мадрид                                            |

### Титулы по клубам
| Клуб        | Титулы | Годы побед |
| ----------- | ------ | ---------- |
| Барселона   | 2      | 1949, 1952 |
| Милан       | 2      | 1951, 1956 |
| Реал Мадрид | 2      | 1955, 1957 |
| Бенфика     | 1      | 1950       |
| Реймс       | 1      | 1953       |

### Титулы по странам
| Страна     | Титулы | Годы побед             |
| ---------- | ------ | ---------------------- |
| Испания    | 4      | 1949, 1952, 1955, 1957 |
| Италия     | 2      | 1951, 1956             |
| Португалия | 1      | 1950                   |
| Франция    | 1      | 1953                   |

### Лучшие бомбардиры по сезонам
| Год  | Игрок                                     | Голы |
| ---- | ----------------------------------------- | ---- |
| 1949 | Фернанду Пейротеу                         | 3    |
| 1950 | Арсениу Дуарте Эдуард Каргу Андре Дуай    | 3    |
| 1951 | Андре Страпп                              | 5    |
| 1952 | Джампьеро Бониперти                       | 3    |
| 1953 | Жуан Мартинш                              | 4    |
| 1954 | Не проводился                             | —    |
| 1955 | Эктор Риаль Леон Гловацки Эдуардо Риканьи | 2    |
| 1956 | Хуан Альберто Скьяффино                   | 3    |
| 1957 | Пако Хенто                                | 3    |

### Дополнительная статистика[10]
Наибольшее количество голов: 7 —  Жуан Мартинш («Спортинг») и  Гуннар Нордаль («Милан»)
Наибольшее число игр (полевые игроки): 9 — Альбано, Мануэль Васкес (оба — «Спортинг») и  Нильс Лидхольм («Милан»)
Наибольшее число игр (вратари): 3 —  Лоренцо Буффон («Милан»)